# توني هيل (ملاكم)
توني هيل (بالإنجليزية: Tony Hill)‏ مواليد 30 أبريل 1986 في ساوثهامبتون، هامبشير، إنجلترا، هو ملاكم محترف بريطاني يصنف ضمن فئة الوزن المتوسط.

## إحصائيات
خاض خلال مسيرته 17 نزالا، فاز في 13 وتعادل في 1 وخسر في 3. فاز بالضربة القاضية في 6 نزالات.

## روابط خارجية
- توني هيل على موقع بوكس ريك (الإنجليزية) (registration required)